# Quades
Les Quades étaient un peuple germanique à l'époque romaine, bien attesté dans les sources grecques et romaines entre environ 20 apr. J.-C. et 400 apr. J.-C. Vers 20 apr. J.-C., ils disposaient d’un royaume centré sur le territoire de l’actuelle Slovaquie occidentale, au nord de la frontière romaine du Danube. Après s’être probablement installés à proximité de la rivière Morava, les Quades étendirent progressivement leur domination vers l’est, jusqu’à atteindre des zones de l’actuelle Hongrie. Cette région faisait partie d’un espace partiellement dépeuplé une génération plus tôt par le départ des Boïens celtes, opposés aux Daces. Les Quades formaient le groupe le plus oriental d’une série de quatre royaumes suèves apparentés, établis à proximité de la frontière danubienne après 9 av. J.-C., lors des grandes campagnes romaines en Germanie occidentale au nord-ouest et en Pannonie au sud. Les trois autres royaumes étaient ceux des Hermundures, des Naristes (ou Varistes), et des Marcomans, voisins puissants des Quades à l’ouest.
Malgré des rapports souvent conflictuels avec Rome, les Quades jouèrent un rôle de passerelle culturelle entre les peuples germaniques du nord, l’Empire romain au sud, et les Sarmates – en particulier les Iazyges – installés à la même époque à l’est, en actuelle Hongrie.
Les guerres marcomanes, sous le règne de Marc Aurèle et de ses coempereurs, furent particulièrement destructrices pour les Quades et leurs voisins. Ces derniers parvinrent même à envahir l’Italie. En 180 apr. J.-C., à la mort de l’empereur, de nouveaux traités de paix furent conclus, mais sans résoudre les tensions structurelles dans la région. Des incursions de peuples venus de régions plus lointaines intensifièrent les tensions avec Rome. De petits raids depuis la plaine sarmate voisine continuèrent à toucher la Pannonie romaine, provoquant de nouveaux conflits au IIIe et IVe siècles. Tandis que les implantations marcomanes du massif de Bohême déclinaient, les Quades, eux, prospérèrent le long du Danube et développèrent des relations culturelles plus étroites avec leurs voisins romains et sarmates.
Après 380 apr. J.-C., leur région fut soumise à l’intrusion de peuples armés venus d’Europe orientale, notamment les Huns, les Alains et les Goths. En 395, saint Jérôme mentionna les Quades, aux côtés de leurs voisins traditionnels – Sarmates, Marcomans, Vandales – parmi les peuples qui venaient de ravager les provinces romaines avec ces nouveaux arrivants. En 409, il plaçait encore les Quades dans une autre liste de peuples du Danube ayant migré vers l’ouest et occupé la Gaule. Ce sont les dernières mentions claires des Quades sous ce nom.
En raison de leur présence en Gaule en 409, les Quades sont généralement considérés comme ayant figuré parmi les Suèves qui migrèrent vers l’ouest, atteignirent la péninsule Ibérique et fondèrent le royaume suève de Gallaecia, dans l’actuelle Galice (Espagne) et au nord du Portugal. Ce royaume dura plus d’un siècle avant d’être vaincu par les Wisigoths et intégré à leur royaume en 585.
Parallèlement, l’empire d’Attila contrôla la région danubienne jusqu’à sa mort en 453. Une source tardive affirme que des Quades combattaient dans ses rangs lors de la bataille des Champs Catalauniques (451). Après sa mort, plusieurs petits royaumes apparurent dans l’ancien espace des Marcomans et des Quades, notamment ceux des Suèves danubiens, des Ruges, des Hérules et des Scires. Ces Suèves danubiens comprenaient vraisemblablement des descendants des Quades, des Marcomans et d’autres groupes suebiques locaux. Leur royaume fut vaincu par les Ostrogoths à la bataille de Bolia en 469. Certains se seraient repliés vers l’ouest sous le roi Hunimund, s’établissant en Autriche occidentale et en Allemagne méridionale où ils devinrent alliés des Alamans.
D’autres Quades demeurèrent probablement dans la région danubienne, s’intégrant aux vagues successives de conquérants, soit dans les communautés sédentaires, soit parmi les groupes mobiles caractéristiques de l’époque des grandes migrations. Comme les Hérules, les Ruges et les Scires, beaucoup rejoignirent les armées qui envahirent l’Italie depuis le Danube : celles d’Odoacre (476), de Théodoric le Grand (493) et des Lombards (568), ces derniers ayant vraisemblablement intégré les Suèves danubiens à leur migration vers la péninsule.

## Origine
Les Suèves ont longtemps été confondus avec les Quades, en raison d'une confusion avec le terme « souabe ». En réalité, les Quades sont surtout à rapprocher de leurs plus proches voisins germaniques, les Marcomans, avec lesquels ils partagèrent nombre de combats contre Rome.
L'origine exacte des Quades est inconnue. Ils s'établirent très tôt dans l'actuelle Bohême-Moravie. Tacite (La Germanie, XLII, 1), les situe ainsi : 
« À côté  des Hermundures, vivent les Naristes et, à leur suite, les Marcomans et les Quades. La gloire et la puissance des Marcomans font leur supériorité, tout comme leur territoire qu'ils ont acquis par leur bravoure en expulsant autrefois les Boïens. Les Naristes et les Quades les valent bien. Ils forment en quelque sorte le front de la Germanie de bout en bout sur toute la rive du Danube. »

## Localisation et premiers temps

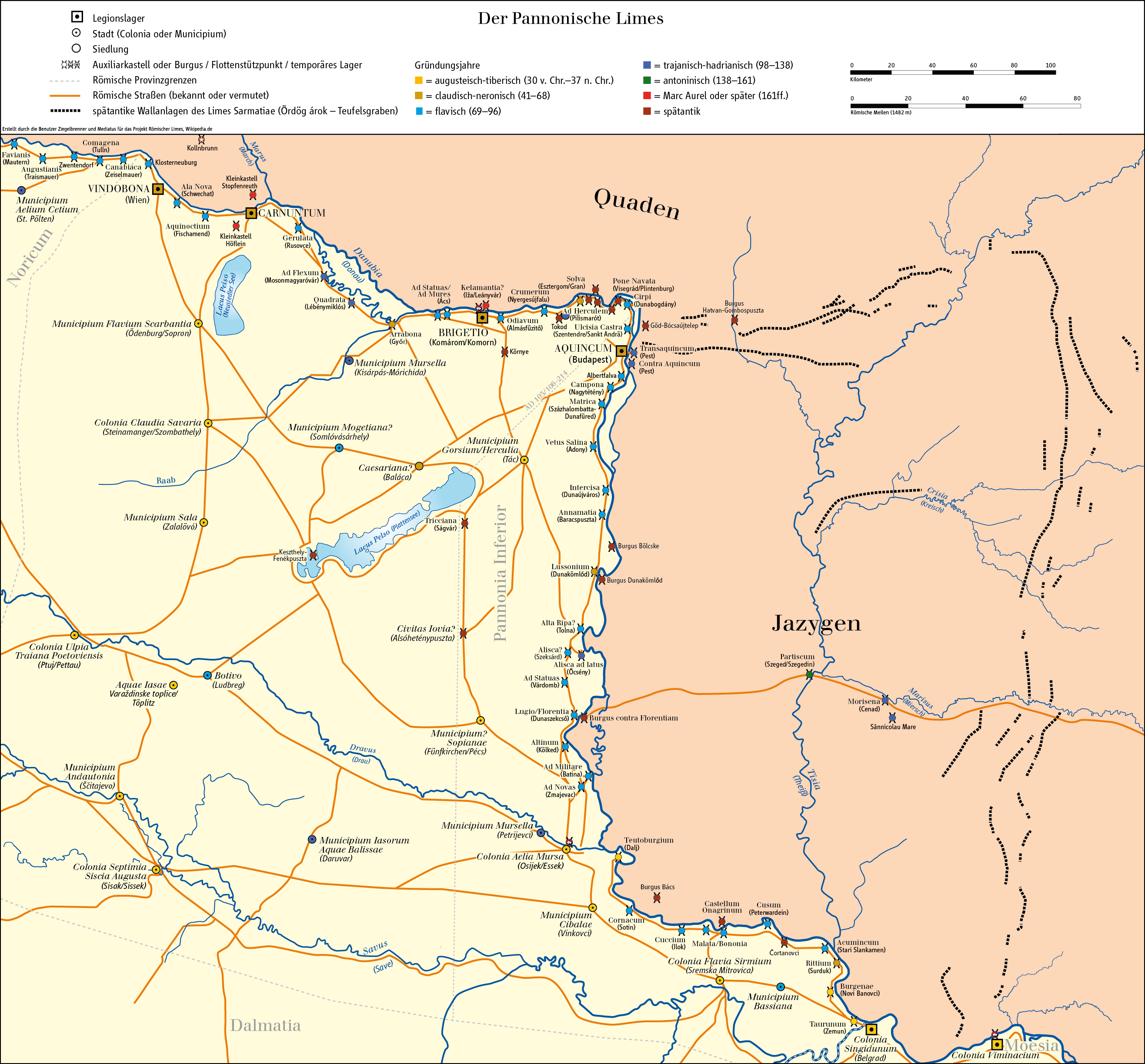
Limes de Pannonie.

Les Quades commencent à apparaître dans les sources contemporaines seulement après que leurs voisins, les Marcomans, se sont installés dans le centre de la Bohême. Cela s’est produit après leur défaite lors de la campagne de Germanie menée par Drusus l'Ancien, vers 9 av. J.-C. Les Marcomans vaincus reçurent alors un nouveau roi, Marobod, qui avait été élevé à Rome. Celui-ci prit la tête de son peuple ainsi que de ses alliés suèves, et les conduisit vers des régions plus isolées de l’actuelle République tchèque, entourées de forêts et de montagnes. Il est possible que le nom « Quades » soit nouveau, et que ce groupe ait été désigné auparavant dans les sources romaines sous le nom plus général de « Suèves ». C’est par exemple le nom donné à l’un des groupes que les Romains auraient vaincu après leur victoire sur les Marcomans en 9 av. J.-C.
Bien que les preuves littéraires et archéologiques ne soient pas parfaitement claires, on suppose généralement que les Quades se sont d'abord installés en Moravie à la même époque que les Marcomans en Bohême,. Toutefois, certains chercheurs suggèrent que les Quades auraient pu s’installer en Bohême avant les Marcomans, sur la base de traces archéologiques liées aux Germains de l’Elbe déjà présentes avant la défaite des Marcomans. Leurs vestiges matériels sont similaires, ce qui rend difficile la délimitation précise entre les deux groupes, mais confirme leur lien avec les Germains de l’Elbe, établis dans les régions centrales de l’Elbe et de la Saale. La culture matérielle qui caractérise ces groupes et les distingue des Celtes antérieurs est appelée « horizon de Grossromstedt ». Elle fut influencée par l’ancienne culture de Jastorf, mais aussi par la culture de Przeworsk, venue de l’est (actuelle Pologne). La variante développée dans l’ancien territoire des Boïens est appelée groupe de Plaňany, et témoigne aussi d’une influence résiduelle de la culture de La Tène celtique des Boïens, déjà marquée par la culture de Przeworsk avant l’arrivée des Germains.
Les indices montrent que les Quades vivaient initialement près du fleuve Morava, dans le sud-ouest de la Slovaquie, le sud de la Moravie et le nord-est de la Basse-Autriche actuelles. Toutefois, leur population, peut-être divisée en deux entités distinctes, se concentra ensuite à l’est des Petites Carpates, dans l’actuelle Slovaquie, et s’étendit jusqu’à Vác, en Hongrie. À son apogée, leur royaume s’étendait probablement jusqu’en Bohême actuelle. Avec le temps, les Quades orientaux devinrent un important pont culturel entre les Romains, les Sarmates et les peuples plus éloignés du nord et de l’est.
Strabon, écrivant vers 23 apr. J.-C., semble être l’auteur de la première mention conservée des Quades, bien que certains aspects du texte soulèvent des doutes. Il décrit une chaîne montagneuse au nord du Danube, semblable à une petite version des Alpes, dans laquelle se trouve la forêt hercynienne. Dans cette forêt vivent des tribus suèves, comme celle des « Coldui » (καθάπερ τὰ τῶν κολδούων), sur le territoire desquels se trouve Buiaimon (Βουίαιμον, la Bohême originelle), siège royal de Marobode. Ce dernier aurait conduit plusieurs peuples dans cette région boisée, dont son propre peuple, les Marcomans. Il devint ainsi souverain de plusieurs groupes suèves vivant à l’intérieur et à l’extérieur de cette forêt. La mention de « Coldui » (au lieu de Quadi) et l’idée que Marobode vivait dans leur territoire sont considérées comme des erreurs du texte transmis.
Velleius Paterculus, contemporain de Strabon, ne nomme pas les Quades, mais décrit le « Boiohaemum », où vivent Marobode et les Marcomans, comme une plaine entourée par la forêt hercynienne. Il affirme que c’était la seule partie de la Germanie que les Romains ne contrôlaient pas avant la bataille de Teutobourg en 9 apr. J.-C.. Il affirme aussi que Marobode soumit tous ses voisins, par la guerre ou par traité. Hofeneder note que de nombreux chercheurs modernes y voient la preuve que les Quades étaient aussi ses vassaux. Il n’y a pas de consensus sur ce point, mais il est certain que Quades et Marcomans sont restés étroitement liés durant les siècles de leur existence attestée.
Tacite, premier auteur à nommer clairement les Quades, écrit qu’ils chassèrent les Boïens de leur territoire et s’en emparèrent par la force. Il mentionne que leurs rois sont issus de la même lignée que Marobode et Tudrus :
Les Marcomans et les Quades ont, jusqu’à notre époque, été gouvernés par des rois issus de leur propre peuple, de la noble lignée de Marobode et Tudrus. Ils acceptent désormais même des étrangers, mais la force et le pouvoir des rois viennent de l’autorité romaine. Ils sont parfois soutenus par nos armes, plus souvent par notre argent, mais leur autorité n’en est pas diminuée.
Strabon place les voisins suèves de Marobode à la frontière des « Gètes », c’est-à-dire des Daces. Pline l’Ancien indique que les Daces avaient été repoussés jusqu’à la Tisza, dans les régions montagneuses de la future Dacie, par les Iazyges. Il doute cependant que la frontière entre les Iazyges d’une part, et les Suèves et le royaume de Vannius d’autre part, soit le fleuve Morava ou une autre rivière nommée « Duria ». De son côté, Ptolémée place les Quades à la lisière de la Germanie, les montagnes sarmates (Σαρματικὰ ὄρη) marquant la limite nord-est à partir du coude du Danube jusqu’à la source de la Vistule, à travers la Slovaquie actuelle.
Ptolémée mentionne aussi plusieurs voisins des Quades : les Corcontes et les Bures au nord, les Sidones, les Cogni (probablement les Cotini), les Visburgii, puis la vallée hercynienne. Au sud, il place les Baemi, sans doute les Boïens romanisés du royaume de Vannius. L’identification des Kampoi, des Rakatri et Rakatai dans cette région reste discutée.
Tacite, quant à lui, cite les Marsigni, Cotini, Osi et Bures au nord des Marcomans et Quades, dans une chaîne montagneuse traversant la Suèvie d’ouest en est. Les Osi et les Cotini ne parlaient pas une langue germanique et payaient tribut aux Quades et aux Sarmates, tout en exploitant les mines de la région.

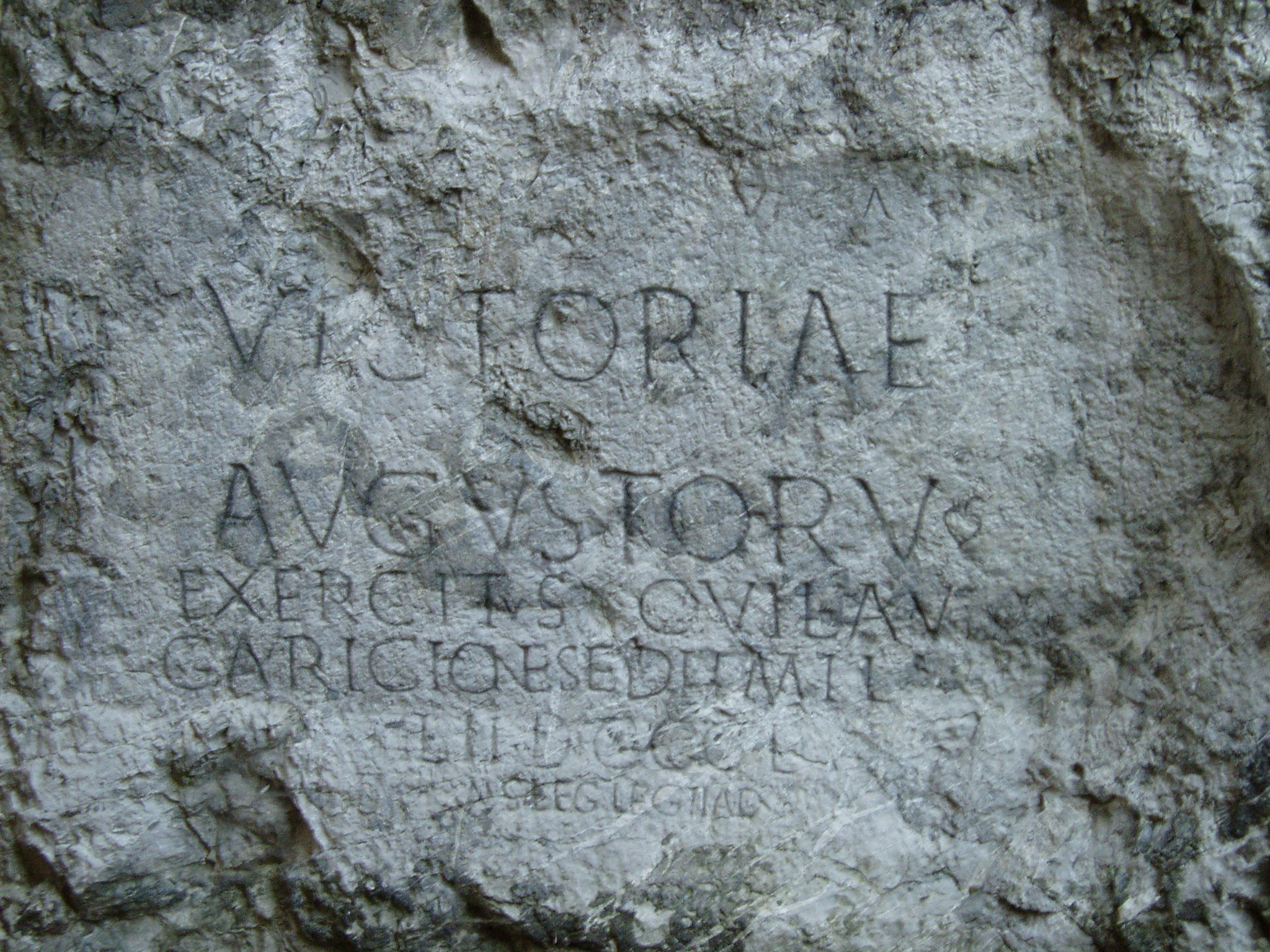
Inscription latine commémorant l'installation de troupes romaines en territoire barbare sous Marc Aurèle (Leugaricio, aujourd'hui Trenčín).

## Histoire

### Au Ier siècle
Dans les Annales, Tacite rapporte que Marobod fut déposé vers 18 ap. J.-C. par un noble exilé nommé Catualda. Ce dernier fut à son tour vaincu par le roi des Hermundures, Vibilius. Les sujets de Marobod et de Catualda furent transférés par les Romains dans une région située près du Danube, entre les rivières Morava et « Cusus », et placés sous l’autorité du roi quade Vannius. Plusieurs auteurs ont proposé que les Romains aient délibérément voulu créer un État tampon par cet établissement, mais cette hypothèse ne fait pas consensus. Le territoire gouverné par Vannius sur les exilés marcomans est généralement considéré comme distinct du royaume proprement dit des Quades. Le fleuve Cusus n’a pas encore été identifié avec certitude, mais les recherches archéologiques slovaques situent le cœur du royaume de Vannius dans les plaines fertiles du sud-ouest de la Slovaquie, autour de Trnava, à l’est des Petites Carpates. La zone marécageuse située entre les Petites Carpates et le Danube constituait un obstacle naturel contre d’éventuelles attaques depuis la Pannonie non romaine.
Sur le plan géographique, Pline l’Ancien considérait la région des Quades comme la limite de la Germanie, avec les Iazyges situés au-delà, et le royaume de Vannius à l’intérieur de cette frontière,. Conformément à cela, Ptolémée (2.11.11) mentionne une « grande nation » des Baemoi (Βαῖμοι) entre les Quades et le Danube, vraisemblablement les sujets de Vannius originaires de Bohême.
Vannius profita personnellement de cette situation nouvelle, devenant très riche mais également impopulaire. Il fut finalement renversé lui aussi par Vibilius, assisté des Lugiens, vers 50/51 ap. J.-C. Les troupes de Vannius sont décrites dans les sources comme de l’infanterie, mais il fit également appel à la cavalerie de ses alliés sarmates, les Iazyges. Cette opération fut coordonnée avec ses neveux Vangio et Sido, qui se partagèrent ensuite son royaume en tant que rois clients de Rome. Vannius fut vaincu et se réfugia avec ses partisans au sud du Danube, où ils reçurent des terres en Pannonie romaine. Cet établissement est de manière convaincante associé aux vestiges germaniques du Ier siècle découverts dans le Burgenland, à l’ouest du lac de Neusiedl, en territoire romain,. Des soldats quades participèrent par la suite à la seconde bataille de Bedriacum sous le commandement de Sido et d’Italicus, peut-être fils de Vangio, en 69 ap. J.-C., à Crémone, en Italie. L’afflux de céramiques italiennes à glaçure verte dans le sud-ouest de la Slovaquie pourrait être lié à cette campagne.
Tacite rapporte également à la fin du Ier siècle que les Osi, qui parlaient une langue proche de celle des Eravisces de Pannonie (région de l’actuelle Budapest), et les Cotini, un peuple celtophone, exploitaient des mines de fer dans les montagnes au nord du territoire des Quades (aujourd’hui en Slovaquie) et payaient tribut aux Quades et à leurs alliés sarmates en Hongrie actuelle. Au IIe siècle, le géographe Ptolémée situe également les Buri dans la région des sources de la Vistule.
Malgré quelques tensions, les Quades et leurs voisins Sueves entretenaient une relation relativement stable avec Rome en tant qu’État client pendant cette période. Cette situation fut cependant interrompue sous le règne de Domitien entre 89 et 97 ap. J.-C., lorsque les Quades et les Marcomans refusèrent de soutenir Rome dans un conflit contre les Daces. Selon Dion Cassius, Domitien réagit en envahissant la Pannonie, fit tuer les émissaires qu’on lui avait envoyés, mais fut ensuite vaincu par les Marcomans. Cette campagne est désignée comme la guerre contre les Suèves, ou contre les Suèves et les Sarmates, ou encore contre les Marcomans, Quades et Sarmates. Les relations se stabilisèrent de nouveau sous le règne de l’empereur Nerva.

### Au IIème siècle

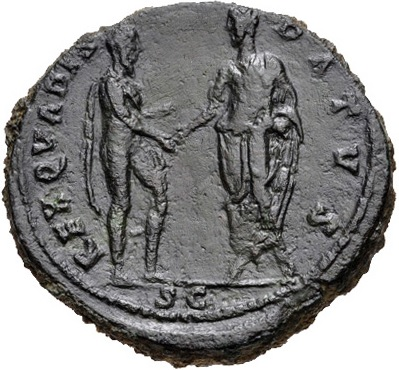
Pièce d'Antonin le Pieux marquée de la formule REX QUADIS DATUS, traduisible par Roi donné aux Quades.

Les relations entre les Romains et les Quades, ainsi que leurs voisins, furent gravement et durablement perturbées pendant la longue série de conflits appelée guerres marcomaniques, principalement menée sous le règne de l’empereur Marc Aurèle (161–180 apr. J.-C.).
Dans les années 150 ou 160, 6 000 Lombards (ou Longobards, originaires du nord de l’Allemagne actuelle) et des Obii (dont l'identité est incertaine) franchirent le Bas Danube et pénétrèrent en territoire romain, où ils furent rapidement défaits. Dion Cassius rapporte que ces événements inquiétèrent plusieurs nations barbares. Un groupe d'entre elles sélectionna Ballomar, roi des Marcomans, et dix autres représentants des nations voisines, pour une mission diplomatique auprès du gouverneur de la Pannonie romaine. Des serments furent prêtés, et les envoyés rentrèrent dans leur pays.
Certains spécialistes estiment que les Quades auraient pu être impliqués dans ce raid, ou du moins l’avoir toléré. Cependant, les Quades et leurs voisins faisaient face à leurs propres difficultés, notamment des incursions venues du nord, et tentaient depuis un certain temps d’obtenir davantage de soutien de la part de l’Empire. De leur côté, les Romains envisageaient une campagne en Germanie et savaient que l’Italie était menacée, mais, accaparés par la guerre contre les Parthes et touchés par la peste antonine, ils adoptèrent une attitude diplomatique. L’Histoire Auguste, en revanche, désigne notamment les Marcomans et les Victohali comme responsables du chaos, les autres tribus ayant été poussées à agir par des barbares plus lointains.
Bien qu’une contre-offensive romaine ne puisse être lancée en 167, deux nouvelles légions furent levées, et en 168, les deux empereurs, Lucius Verus et Marc Aurèle, franchirent les Alpes. Soit en 167, avant leur départ, soit en 169, après la mort de Verus, les Marcomans et les Quades franchirent le Danube et lancèrent une attaque jusqu’en Italie. Ils détruisirent Oderzo (Opitergium) et assiégèrent Aquilée. L’Histoire Auguste rapporte que l’intervention des Romains provoqua la fuite de plusieurs rois barbares et l'exécution de certains chefs anti-romains. Les Quades, ayant perdu leur roi, annoncèrent qu’ils n’éliraient pas de successeur sans l’approbation impériale.
Marc Aurèle rentra à Rome, puis repartit vers le nord à l’automne 169. Il installa son quartier général danubien à Carnuntum, entre Vienne et Bratislava. De là, il reçut des ambassades des peuples situés au nord du Danube. Certains reçurent l’autorisation de s’installer dans l’Empire, d’autres furent recrutés pour combattre aux côtés de Rome. Les Quades furent pacifiés et, en 171, acceptèrent de quitter leur coalition, restituèrent des déserteurs et 13 000 prisonniers de guerre, fournirent des chevaux et du bétail comme contributions, et promirent de ne plus laisser passer les Marcomans ou les Iazyges sur leur territoire. Mais en 173, les Quades se rebellèrent à nouveau et renversèrent leur roi approuvé par Rome, Furtius, le remplaçant par Ariogaesus. Dans une bataille majeure entre 172 et 174, l’armée romaine faillit être vaincue, jusqu’à ce qu’un orage soudain ne lui permette de triompher des Quades. Cet épisode est bien connu grâce au récit de Dion Cassius et à sa représentation sur la colonne de Marc Aurèle à Rome.
En 175, la cavalerie des Marcomans, des Naristes et des Quades fut envoyée au Moyen-Orient, et en 176, Marc Aurèle et son fils Commode célébrèrent un triomphe en tant que vainqueurs de la Germanie et de la Sarmatie. La situation resta instable dans les années suivantes. En 177, Rome déclara une nouvelle guerre contre les Marcomans, les Hermundures, les Sarmates et les Quades. L’année suivante, en 178, une campagne fut lancée, et une victoire décisive fut remportée en 179 à Laugaricio (aujourd’hui Trenčín, en Slovaquie), sous le commandement du légat et procurateur Marcus Valerius Maximianus. En 180, les Quades et les Marcomans étaient sous occupation romaine, chacun avec une garnison permanente de 20 000 hommes. Les Romains bloquèrent même les cols montagneux pour empêcher leur migration vers le nord, vers les Semnons. Marc Aurèle envisageait alors de créer une nouvelle province impériale nommée Marcomannie lorsqu’il mourut en 180,.

### Au IIIème siècle
Vers 214/215 apr. J.-C., Dion Cassius rapporte que, à la suite de raids en Pannonie, l’empereur Caracalla invita le roi des Quades, Gaiobomarus, à une entrevue, puis le fit exécuter. Selon ce témoignage, Caracalla « déclara qu’il avait vaincu la témérité, la cupidité et la traîtrise des Germains par la ruse, puisqu’il n’était pas possible de les vaincre par la force », et se félicita de « l’hostilité avec les Vandales et les Marcomans, qui avaient été ses alliés, ainsi que d’avoir exécuté Gaïobomarus ». Sous le règne de Philippe l'Arabe (244–249 apr. J.-C.), qui mit fin aux dons versés aux Goths ukrainiens dirigés par Ostrogotha, l’historien du VIe siècle Jordanès affirme que les Marcomans payaient tribut à Ostrogotha, et que les princes quades étaient devenus en pratique des esclaves des Goths.
À partir du milieu du IIIe siècle, les Quades semblent avoir rejeté leur statut de peuple client de Rome et entreprirent une série d’attaques coordonnées avec leurs voisins orientaux, les Sarmates. Ensemble, ils menèrent à plusieurs reprises des incursions en Illyricum. Une campagne romaine fut menée contre les Quades en 283–284, et les empereurs Carin (coempereur de 283 à 285) et Numérien (coempereur de 284 à 285) célébrèrent deux triomphes personnels en 283 et 284. Les Quades furent néanmoins à nouveau mentionnés parmi les tribus germaniques attaquantes en 285. La situation semble avoir été pacifiée sous le règne de Dioclétien (284–305).

### AuIVesiècle
En 357, une nouvelle phase de confrontation s’ouvrit sous le règne de Constance II (337–361), offrant un aperçu de l’évolution culturelle des Quades. Ces derniers, alliés aux Sarmates, menèrent des incursions répétées en Pannonie et en Mésie. Le récit d’Ammien Marcellin révèle que les Quades avaient désormais intégré des tactiques de combat à cheval. Il décrit les Quades et les Sarmates comme « voisins ayant des coutumes et un armement semblables », mieux adaptés au brigandage qu’à la guerre ouverte, utilisant de « très longues lances » et des cuirasses en corne polie assemblées en écailles sur des tuniques de lin. Ils disposaient de « chevaux rapides et obéissants », souvent par paire, pour alterner les montures et ainsi maintenir leur vigueur.
En 358, l’empereur traversa le Danube et l’opposition s’effondra rapidement. Les négociateurs quades représentaient diverses fractions de la population. Parmi eux figurait le prince Araharius, chef d’une partie des Transiugitani et des Quades. Son subordonné Usafer, un noble sarmate, dirigeait d’autres groupes sarmates. Constance déclara que les Sarmates étaient des dépendants de Rome et exigea des otages. Il apprit alors que des troubles sociaux avaient secoué les Sarmates et qu’une partie de la noblesse avait fui. Il leur imposa un nouveau roi, Zizais, un jeune prince qui fut le premier à se soumettre. Il rencontra ensuite Vitrodorus, fils de Viduarius, roi des Quades. Les Quades offrirent des otages et prêtèrent serment en tirant leurs épées, objets qu’ils vénéraient comme des dieux. Constance poursuivit ensuite son offensive vers l’embouchure de la Tisza, où il massacra ou réduisit en esclavage de nombreux Sarmates pensant être protégés par le fleuve. Le roi Viduarius est probablement à identifier comme souverain des Quades occidentaux. En commémoration de sa victoire, Constance fit ériger un arc de triomphe à Carnuntum, aujourd’hui connu sous le nom de Heidentor, bien que les incursions n’aient pas cessé.
Quelques années après la mort de Constance, l’empereur Valentinien Ier (364–375) renforça les frontières du Danube. Il fit fortifier les rives nord et est du fleuve, et ordonna en 373 la construction d’un fort à garnison en territoire quade. En 374, alors que les protestations quades retardaient le chantier, le général romain responsable invita leur roi Gabinius à un banquet, et le fit assassiner. Ammien commente : « Les Quades, longtemps restés paisibles, s’agitèrent soudainement ». Plusieurs peuples voisins, dont les Sarmates, se soulevèrent et lancèrent des raids à travers le Danube, repoussant les premières tentatives mal coordonnées de l’armée romaine. Valentinien se rendit en personne à la frontière danubienne. Il passa d’abord par Carnuntum, alors en ruine, puis par Aquincum (aujourd’hui un quartier de Budapest). Il envoya une armée vers le nord dans le cœur du territoire quade, tandis qu’une autre traversait le Danube près de Budapest pour ravager les installations ennemies. Il installa ensuite ses quartiers d’hiver à Brigetio (aujourd’hui Komárom). Des émissaires quades vinrent alors négocier la paix. Lorsqu’ils affirmèrent que la construction du fort avait été initiée « sans motif valable » et injustement, ce qui avait provoqué la colère de leur peuple, Valentinien entra dans une violente colère, fut frappé de malaise et mourut peu après, mettant un terme à ce cycle de conflit.
En 380, les Romains subirent une lourde défaite à la bataille d'Andrinople face à des troupes gothiques et alanes poussées vers l’ouest par l’avancée des Huns. Selon Ammien Marcellin, les régions occupées par les Marcomans et les Quades furent parmi les premières touchées par ces « hordes sauvages de peuples inconnus, chassées soudainement de leurs terres ». Face à cette crise, les autorités romaines mirent en œuvre de nouvelles politiques de peuplement, intégrant massivement des peuples armés dans l’Empire. L’un des groupes victorieux d’Andrinople, dirigé par Alatheus et Saphrax, fut installé en Pannonie, près de l’ancien territoire des Quades, pour servir Rome.
La réaction des Quades à ces bouleversements reste inconnue, mais leur nom disparaît des sources régionales après cette date. Il est probable qu’une partie d’entre eux ait traversé le Danube pour s’installer en territoire romain, tandis que d’autres se seraient mêlés aux migrations mixtes de peuples germaniques, sarmates et gothiques sur les deux rives du fleuve. Après la mort de Théodose Ier en 395, saint Jérôme cite les Marcomans et les Quades parmi les peuples — avec les Goths, Sarmates, Alains, Huns et Vandales — ayant ravagé les provinces romaines depuis Constantinople jusqu’aux Alpes Juliennes, en passant par la Dalmatie et toutes les provinces de Pannonie. Claudien évoque leur traversée du Danube gelé avec leurs chariots, formant une palissade de véhicules en guise de défense face au général romain Stilicon. Il décrit les terres fertiles entre la mer Noire et l’Adriatique comme devenues des déserts inhabités, incluant nommément la Dalmatie et la Pannonie. Dans le même temps, Alaric Ier, général gothique qui avait récemment servi Rome à la bataille de la rivière froide, commençait sa révolte et marchait d’abord sur Constantinople, puis sur la Grèce. Claudien attribue ces soulèvements à l’instigation de Rufin, un consul romain hostile à Stilicon,. La nature exacte des liens entre Alaric et les peuples ayant franchi le Danube reste incertaine.

### Après le quatrième siècle

#### Mentions par Saint-Jérôme

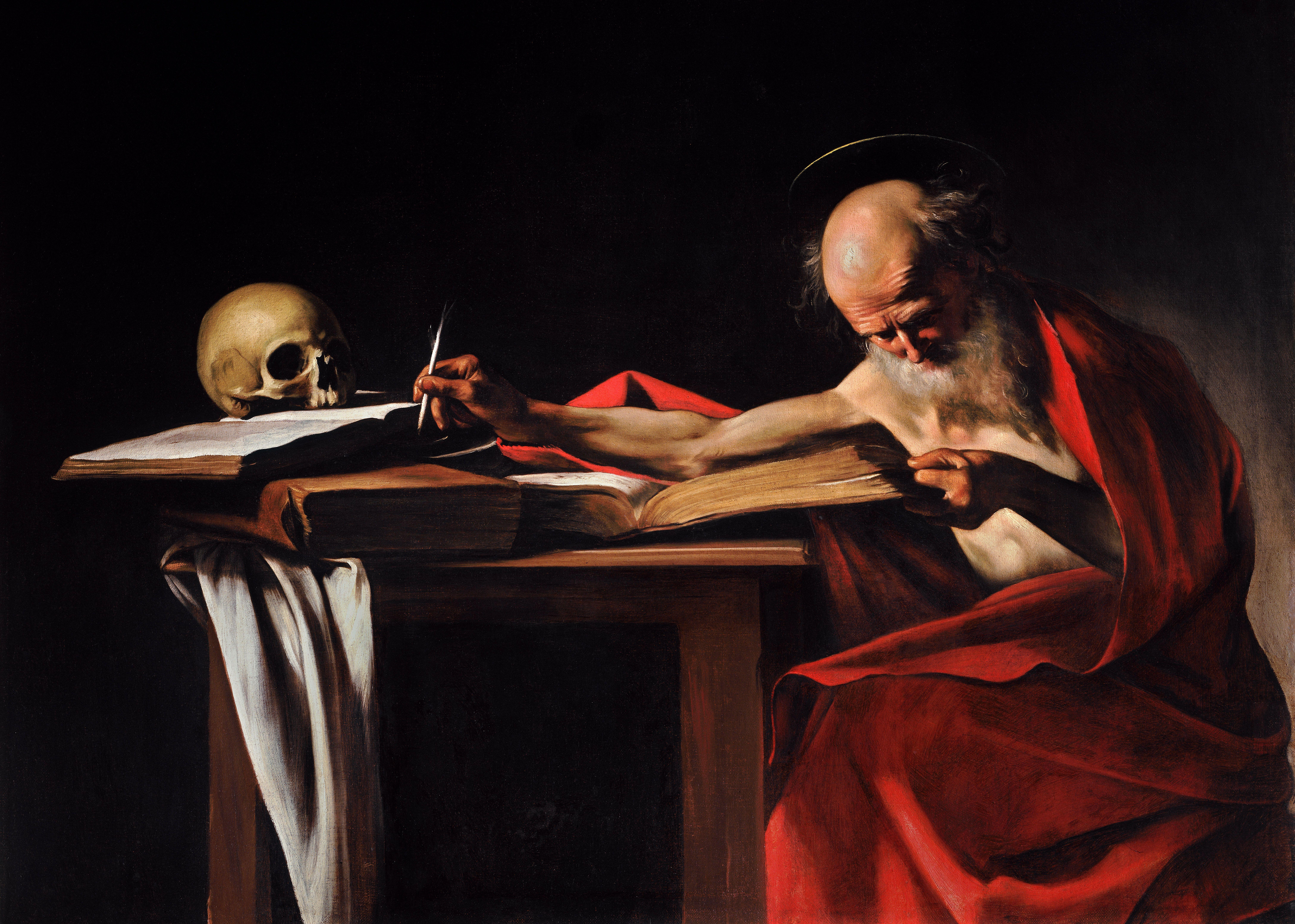
Saint-Jérôme au travail, tableau du Caravage exposé à la galerie Borghèse de Rome.

La dernière mention contemporaine des Quades en tant que peuple identifiable se trouve dans une autre lettre de saint Jérôme, datée de 409, qui les situe cependant loin de leur territoire d’origine. Il les mentionne en premier parmi les peuples qui occupaient alors la Gaule : « Quades, Vandales, Sarmates, Alains, Gépides, Hérules, Saxons, Burgondes, Alamans et – hélas pour le bien commun ! – même des Pannoniens ». Les chercheurs soulignent que, mis à part les Saxons, Burgondes et Alamans, déjà bien connus sur le Rhin, et les Alains, venus d’Ukraine et déjà intégrés dans l’armée romaine, les autres groupes cités sont des peuples du Moyen Danube. Les Vandales et Sarmates, mentionnés juste après les Quades, sont généralement identifiés aux Hasdings vandales et aux Sarmates qui furent pendant des siècles les voisins orientaux des Quades. Les Pannoniens cités à la fin désignent probablement les populations de l’Empire romain établies juste au sud du territoire des Quades. La Cosmographie de Julius Honorius et le Liber Generationis indiquent que les Hérules étaient déjà installés sur le Danube, à proximité des Marcomans et des Quades. Les Gépides quant à eux avaient établi leur territoire quelque part en Dacie dès le IIIe siècle, en bordure orientale du monde quade.
Les causes ayant conduit à la migration soudaine vers l’ouest, le long du Danube, de nombreux peuples danubiens restent mal connues, mais plusieurs hypothèses sont fréquemment avancées :
En 401, le poète Claudien évoque la situation troublée en Rhétie où les Vendéliques s’étaient révoltés, alors que Stilicon était occupé par l’invasion d’Alaric Ier, chef gothique établi dans l’Empire. Claudien affirme que les « peuples » (gentes) avaient rompu leurs foedera (traités conclus avec Rome) et, encouragés par les difficultés de l’Italie, avaient envahi les bois du Vindélicie et les plaines de Norique. L’auteur ajoute que les troupes victorieuses de Stilicon avaient obtenu des « dépouilles vandales » (Vandalicis spoliis), ce qui a conduit de nombreux spécialistes à conclure à l’implication des Vandales dans cette offensive. Certains suggèrent même que ces Vandales étaient les mêmes Hasdings et Silinges qui franchiront plus tard le Rhin pour rejoindre l’Hispanie, ce qui supposerait qu’ils s’étaient déjà rassemblés à proximité du Rhin à cette date.
En 406, l’année du passage du Rhin par les Vandales et les Alains, un autre événement marquant survient : l’attaque de l’Italie par Radagaise, chef goth venu de l’extérieur de l’Empire, à la tête d’une immense armée issue du Moyen Danube. Des historiens modernes ont proposé différents liens entre cette invasion et les mouvements migratoires ultérieurs vers l’ouest de peuples comme les Vandales, les Quades ou les Sarmates.

#### Royaume des Suèves
De nombreux chercheurs estiment que les Quades mentionnés par saint Jérôme en 409, et peut-être la plupart des peuples qu’il cite, auraient auparavant pénétré en Gaule lors d’un passage massif et coordonné du Rhin impliquant les Vandales et les Alains, traditionnellement daté du 31 décembre 406. Selon cette hypothèse, les Quades auraient alors abandonné leur nom, qu’ils n’auraient plus jamais réutilisé, au profit de celui de Suèves, et se seraient ensuite alliés aux Vandales et aux Alains pour conquérir l’Hispanie,. Certains historiens sont toutefois critiques de cette hypothèse. En raison de l’absence de sources complètes, les positions des chercheurs varient sur l’ampleur réelle de cette migration quade vers l’Hispanie. Castritius, par exemple, pense que la majorité des Quades sont devenus des Suèves et se sont installés en Espagne. Ce point de vue n’est toutefois pas partagé par tous. Certains proposent que les Suèves d’Hispanie proviennent d’autres groupes suèves. Ainsi, des historiens médiévaux comme Grégoire de Tours les identifiaient aux Alamans, tandis que Reynolds a soutenu dès 1957 que les Suèves espagnols provenaient de l’actuelle Allemagne du Nord, et qu’ils auraient pu arriver par voie maritime. Des chercheurs plus récents proposent que les Quades, intégrés dans un groupe plus vaste de Suèves en Hispanie, auraient perdu leur nom dans ce mélange ethnique.
Aucune source directe n’associe les Quades au passage du Rhin de 406, mais deux témoignages presque contemporains impliquent la participation des Suèves. Hydace de Chaves écrit que, durant l’automne 409, lorsque les Alains, les Vandales hasdings et silings entrèrent en Hispanie, ils étaient accompagnés de Suèves. Orose précise qu’ils avaient combattu ensemble lors du passage du Rhin, lorsque les Francs avaient tenté de défendre la Gaule contre les Vandales. Orose considérait même que les Suèves, Vandales, Alains et Burgondes faisaient tous partie d’un mouvement hérétique instrumentalisé par le général romain Stilicon, d’origine vandale, afin de déstabiliser la Gaule à son profit. (Ce type d’accusation contre Stilicon n’est pas retenu par les chercheurs modernes.) Sur cette base, de nombreux spécialistes avancent donc que les Quades présents en Gaule auraient adopté le nom de Suèves.
Contre cette hypothèse, Reynolds affirmait en 1957 que, si les Suèves d’Hispanie étaient bel et bien des Quades, il serait inconcevable que ce peuple, aussi bien que les auteurs antiques, aient abandonné ou oublié un nom aussi célèbre après leur passage en Gaule. Il remettait également en question la fiabilité d’Hydace et d’Orose pour ces événements. Il signalait par exemple que, contrairement à ce qu’écrit Hydace, la Chronique gallicane de 452 indique l’arrivée des Suèves en Hispanie dès 408, soit avant la lettre de Jérôme, et avant les Vandales et les Alains.

#### Royaume suève du Danube
Au début du Ve siècle, la région du Moyen Danube passa sous la domination des Huns et de leurs alliés, et la puissance romaine y devint inopérante. En 427, la Chronique de Marcellinus Comes rapporte que les provinces de Pannonie, « occupées par les Huns depuis cinquante ans, furent reconquises par les Romains ». Cependant, en 433, Flavius Aetius céda de facto la Pannonie à Attila.
Bien qu’aucune source contemporaine directe ne mentionne les Quades comme sujets d’Attila sous leur ancien nom, Paul Diacre les cite plusieurs siècles plus tard parmi les peuples que le roi hun pouvait mobiliser. Aux côtés des Goths et des Gépides, il mentionne les « Marcomans, Suèves, Quades, ainsi que les Hérules, Thuringiens et Rugiens ». Pris au pied de la lettre, ce passage suggérerait que des Quades auraient pu être présents à la bataille des Champs Catalauniques en 451, combattant pour Attila. Toutefois, cette source est bien postérieure aux faits, et les historiens modernes doutent que les Marcomans ou les Quades aient encore été désignés sous ces noms à cette époque, ceux-ci n’apparaissant plus dans les sources contemporaines.
Après la mort d’Attila en 453, plusieurs petits peuples soumis à son autorité commencent à réapparaître dans les sources. Toutefois, au lieu des Marcomans et des Quades, ce sont uniquement les Suèves qui sont alors mentionnés. Après la bataille de la Nedao en 454, dans laquelle les fils d’Attila et leurs alliés ostrogoths furent vaincus, les peuples victorieux fondèrent des royaumes indépendants au nord du Moyen Danube. Le plus grand et le plus durable fut celui des Gépides, établi en Dacie. Plus à l’ouest, sur l’ancien territoire des Marcomans et des Quades, s’installèrent les Rugiens, Hérules et Skires. Sur la rive sud du Danube, dans ce qui fut la Pannonie-Valeria romaine, un royaume suève vit également le jour. Comme pour les Suèves d’Hispanie, de nombreux chercheurs estiment que ce groupe incluait des peuples suèves comme les Quades, ayant simplement adopté une autre dénomination. Ainsi, selon Herwig Wolfram :
« Les Marcomans et les Quades abandonnèrent leurs noms spécifiques après avoir franchi le Danube ; en réalité, tant les émigrés que les groupes restés en Pannonie redevinrent des Suèves. Les Suèves de Pannonie devinrent des sujets des Huns. Après la bataille de la Nedao, ils fondèrent leur propre royaume, qui, une fois tombé, passa successivement sous domination hérule, puis longobarde, sous contrôle gothique au sud du Danube, et enfin à nouveau longobarde. »
Au VIe siècle, Jordanès rapporte une série de conflits dans les années 460 entre le roi suève Hunimund et le roi ostrogoth Thiudimir, dont le peuple s’était installé dans l’Empire romain, juste au sud du Danube. En 467 ou 468, Hunimund mena une expédition en Dalmatie. Après avoir volé du bétail aux Goths, les Suèves furent attaqués près du lac Balaton par Thiudimir, et Hunimund fut capturé. Il fut ensuite relâché après avoir prêté allégeance au roi goth et avoir été adopté comme « fils d’armes » (filius per arma). Toutefois, en 468 ou début 469, Hunimund s’allia aux Skires pour attaquer le roi ostrogoth Valamir. Bien que Valamir ait été tué, les Skires et les Suèves furent défaits, et les Skires presque anéantis. Peu après, lors de la bataille de la Bolia (469), Hunimund et Alaric, apparemment tous deux rois suèves, rassemblèrent une coalition formée de Sarmates, des restes des Skires menés par Edecon et Hunwulf, des Gépides et des Rugiens. Mais les Ostrogoths de Thiudimir les battirent à nouveau, consolidant leur domination dans la région — d’où ils envahirent plus tard l’Italie sous la conduite de Théodoric le Grand.
Durant l’hiver rigoureux de 469/470, Thiudimir traversa le Danube gelé pour attaquer les Suèves par surprise. Ceux-ci formaient alors une confédération avec les Alamans, dans une région alpine où coulaient de nombreux torrents rejoignant le Danube. Ils étaient alors entourés par les Bavarii (à l’est), les Francs (à l’ouest), les Burgondes (au sud), et les Thuringiens (au nord). Thiudimir retourna victorieux en Pannonie.
Il est probable qu’Hunimund et une partie de son peuple aient survécu à cette défaite. Il est généralement identifié au personnage mentionné dans la Vie de saint Séverin du Norique par Eugippe, où il mène une attaque sur la communauté de Séverin à Passau, avec un groupe de « barbares ». Passau subit alors également des troubles provoqués par les Alamans. Il est aussi vraisemblable qu’une partie des Suèves ait continué à vivre sous domination gothique dans cette région. C’est peut-être à cette période que certains Suèves s’installèrent au sud de la Drave, dans une zone directement contrôlée par les Goths, connue alors sous le nom de Suavia.